# USS Iowa (BB-61)
L'USS Iowa (BB-61) va ser el líder de la seva classe de cuirassats i el quart vaixell de l'Armada dels Estats Units a ser nomenat en honor de l'estat d'Iowa. A causa de la cancel·lació dels cuirassats classe Montana, l'Iowa és l'últim líder d'una classe de cuirassats dels Estats Units i va ser l'únic vaixell de la seva classe que va operar a l'Atlàntic durant la Segona Guerra Mundial.
Durant la Segona Guerra Mundial va transportar el president Franklin D. Roosevelt a través de l'Atlàntic fins a Casablanca per una important trobada el 1943 amb el Primer Ministre del Regne Unit Winston Churchill i el líder soviètic Ióssif Stalin. És l'únic vaixell de l'armada nord-americana amb banyera, un accessori instal·lat per a Roosevelt juntament amb un ascensor per desplaçar-se entre les cobertes del cuirassat. Quan va ser transferit a la Flota del Pacífic el 1944, l'Iowa va bombardejar els caps de platja a Kwajalein i Eniwetok en l'avanç dels desembarcaments amfibis Aliats i va donar cobertura als portaavions que operaven a les Illes Marshall. També va ser vaixell insígnia de l'almirall William F. Halsey en la rendició de l'Imperi del Japó a la Badia de Tòquio. Durant la Guerra de Corea el cuirassat va estar implicat en incursions contra la costa nord-coreana, després va ser posat fora de comissió a la flota de reserva, coneguda com a «Flota d'Emmagatzematge». Va ser reactivat el 1984 com a part del pla de 600 vaixells de l'armada dels Estats Units i va operar tant en les Flotes del Pacífic com l'Atlàntic per contrarestar la recentment expandida Armada Soviètica. L'abril de 1989 a les 01:00 hores una explosió d'origen indeterminat va destrossar la torreta número 2 i va matar 47 tripulants.
L'Iowa va ser donat de baixa definitivament el 1990 i va ser inicialment retirat del registre de vaixells de l'armada nord-americana l'any 1995. Va ser reingressat entre 1999 i 2006 per complir amb les lleis federals que requereixen la retenció i el manteniment de dos cuirassats classe Iowa. El 2011 el cuirassat va ser donat al Pacific Battleship Center amb base a Los Angeles i fou traslladat de manera permanent al port d'aquesta ciutat per a servir com a museu i monument.

## Segona Guerra Mundial
Va realitzar les seves proves de mar el 24 de febrer de 1943, a la badia Chesapeake i al llarg de la costa atlàntica. Va ser desplegat a l'Atlàntic per neutralitzar l'amenaça del Tirpitz, que operava en aigües noruegues.
A la tardor, va transportar al president dels Estats Units Franklin D. Roosevelt a Casablanca, al Marroc francès, en la primera etapa fins a la Conferència de Teheran al novembre. Després de la conferència, va retornar al president fins als Estats Units. En el transcurs del viatge d'anada, un dels vaixells de la seva escorta, el William D. Porter li va llançar accidentalment un torpede, encara que va poder evitar finalment l'impacte.
Com vaixell insígnia de la setena divisió de cuirassats, l'Iowa va partir dels Estats Units el 2 de gener de 1944 amb rumb al teatre d'operacions del Pacífic, debutant en combat en la campanya de les Illes Marshall. Des del 29 de gener a 3 de febrer, va proporcionar suport als atacs llançats pels portaavions de l'almirall Frederick C. Sherman contra els atols Kwajalein i Eniwetok. El següent destí de l'Iowa va ser proporcionar cobertura als atacs aeris contra la base naval japonesa de Truk, a les Illes Carolines. En companyia d'altres vaixells, l'Iowa es va separar de grup de suport el 16 de febrer de 1944 per realitzar un escombrat al voltant de Truk per destruir els vaixells enemics que escapaven amb rumb nord. El 21 de febrer, va atacar Saipan, Tinian, Rota, i Guam a les Illes Mariannes com a part de la força ràpida de portaavions que depenia de la cinquena flota.
El 18 de març,l'Iowa, va hissar la insígnia del vicealmirall Willis A. Llegeix, comandant dels cuirassats del pacífic i es va unir al bombardeig de Mili Atoll a les illes Marshall. Encara que va ser impactat per projectils japonesos de 120 mm durant l'acció, l'Iowa va patir només danys insignificants. Es va unir a la Task Force 58 el 30 de març i va donar protecció contra els atacs aeris a les Illes Palau i Woleai a les Carolines.
Des del 22 d'abril al 28 d'abril de 1944, l'Iowa va donar cobertura als atacs aeris sobre les illes Jayapura, Aitape, i Wakde, i va donar cobertura amb la seva artilleria a les forces de l'exèrcit nord-americà a Aitape, badia Tanahmerah, i Teluk Yos Sudarso a Nova Guinea. El cuirassat, es va unir a la segona força d'atac en Truk el 29 d'abril i el 30 d'abril, i va bombardejar posicions japoneses a Pohnpei a les Carolines l'1 de maig.
En les fases inicials de la campanyes de les Mariannes, l'Iowa protegir als portaavions durant els atacs aeris contra les illes de Saipan, Tinian, Guam, Rota i Paguen el 12 de juny. L'Iowa es va separar després per bombardejar les posicions enemigues en Saipan i Tinian el 13 de juny i el 14 de juny. El 19 de juny, en un enfrontament conegut com la batalla del mar de les Filipines, l'Iowa', com a part de la línia de batalla de la Task Force 58, va col·laborar per repel·lir un raid aeri a gran escala llançat per la flota japonesa. Aquest enfrontament, va finalitzar amb la completa destrucció de la flota d'aeronaus japoneses en portaavions. L'Iowa es va unir posteriorment a la persecució de la flota enemiga, abatent un torpediner i col·laborant a abatre'n un altre.
Durant el juliol, l'Iowa romandre a les Mariannes, donant cobertura als atacs aeris a Palau i als desembarcaments de Guam. Després, va ser destinat a la tercera flota i va ajudar amb la seva cobertura als desembarcaments de Peleliu el 17 de setembre. Després, el cuirassat, va protegir als portaavions durant els atacs aeris contra Filipines per neutralitzar el potencial aeri enemic tot esperant la invasió de les Filipines. El 10 d'octubre, l'Iowa va arribar a Okinawa per realitzar una sèrie d'atacs contra les Illes Ryukyu i Formosa. Després, va donar cobertura en els atacs contra Luzón el 18 d'octubre la seva activitat durant el desembarcament de Leyte el 20 d'octubre.
En una intent desesperat d'aturar la campanya dels Estats Units per recobrar les Filipines, la marina imperial japonesa va intentar amb un atac de tres fronts que tenia com a objectiu la destrucció de les forces amfíbies americanes en Golf de Leyte. L'Iowa acompanyat de la Task Force 38 va ser utilitzat per aturar la força central japonesa. Va navegar a través del mar de Sibuyan cap a l'estret de Sant Bernardino. Els informes dels resultats d'aquests atacs, indicaven l'aparent retirada de la força central japonesa. L'almirall William F. Halsey va creure que la força central, estava neutralitzada com a força efectiva de combat. L'Iowa, amb la task force 38, va navegar després a la recerca de la força nord fins a terme Engany, Luzón. el 25 d'octubre de 1944, quan els vaixells de la força nord estaven gairebé dins de l'abast dels canons de l'Iowa, van arribar notícies que la força central, havia atacat un grup de portaavions d'escorta nord-americans aSamar. Aquesta amenaça per a les platges de desembarcament americanes va forçar al cuirassat a invertir el curs i acudir a donar suport als vulnerables portaavions d'escorta. No obstant això, la lluita valerosa començada pels petits portaavions i els seus escortes a Samar havia fet retirar-se als japonesos i l'Iowa' es participar en una acció contra vaixells de superfície. Després de la batalla del Golf de Leyte, l'Iowa va romandre a les aigües de les Filipines protegint als portaavions durant els seus atacs contra Luzón i Formosa. Va retornar a la costa oest al desembre de 1944.
L'Iowa va arribar a San Francisco, el 15 de gener de 1945, per a posada a punt. El vaixell, va partir el 19 de març cap a Okinawa, arribant el 15 d'abril. L'Iowa, va començar el 24 d'abril, a donar suport als portaavions que asseguraven a les tropes nord-americanes la vital superioritat aèria. Després, el cuirassat, va donar suport als atacs aeris al sud de Kyūshū des del 25 de maig al 13 de juny. L'Iowa va participar en els atacs al Japó el 14 i 15 de juliol i va bombardejar Muroran, Hokkaidō, destruint fàbriques de metall i altres objectius. La ciutat d'Hitachi a Honshū va tenir el mateix tractament la nit del 17 al 18 de juliol. L'Iowa continu donant suport antiaeri a la flota de portaavions ràpids fins al cessament de les hostilitats el 15 d'agost.
L'Iowa entrar a la badia de Tòquio amb les forces d'ocupació del 29 d'agost. Després de servir com a vaixell insígnia de l'almirall Halsey en la cerimònia de rendició del 2 de setembre, l'Iowa va partir de Tòquio el 20 de setembre amb rumb als Estats Units
Va arribar a Seattle el 15 d'octubre, l'Iowa retornar a aigües japoneses el gener de 1946 com a vaixell insígnia de la cinquena flota, fins que va retornar als Estats Units el 25 de març. Des d'aquest moment fins a setembre de 1948, l'Iowa operar en ports de la costa oest a la reserva naval en tasques d'entrenament amb la flota. Va ser donat de baixa el 24 de març de 1949.

## Guerra de Corea

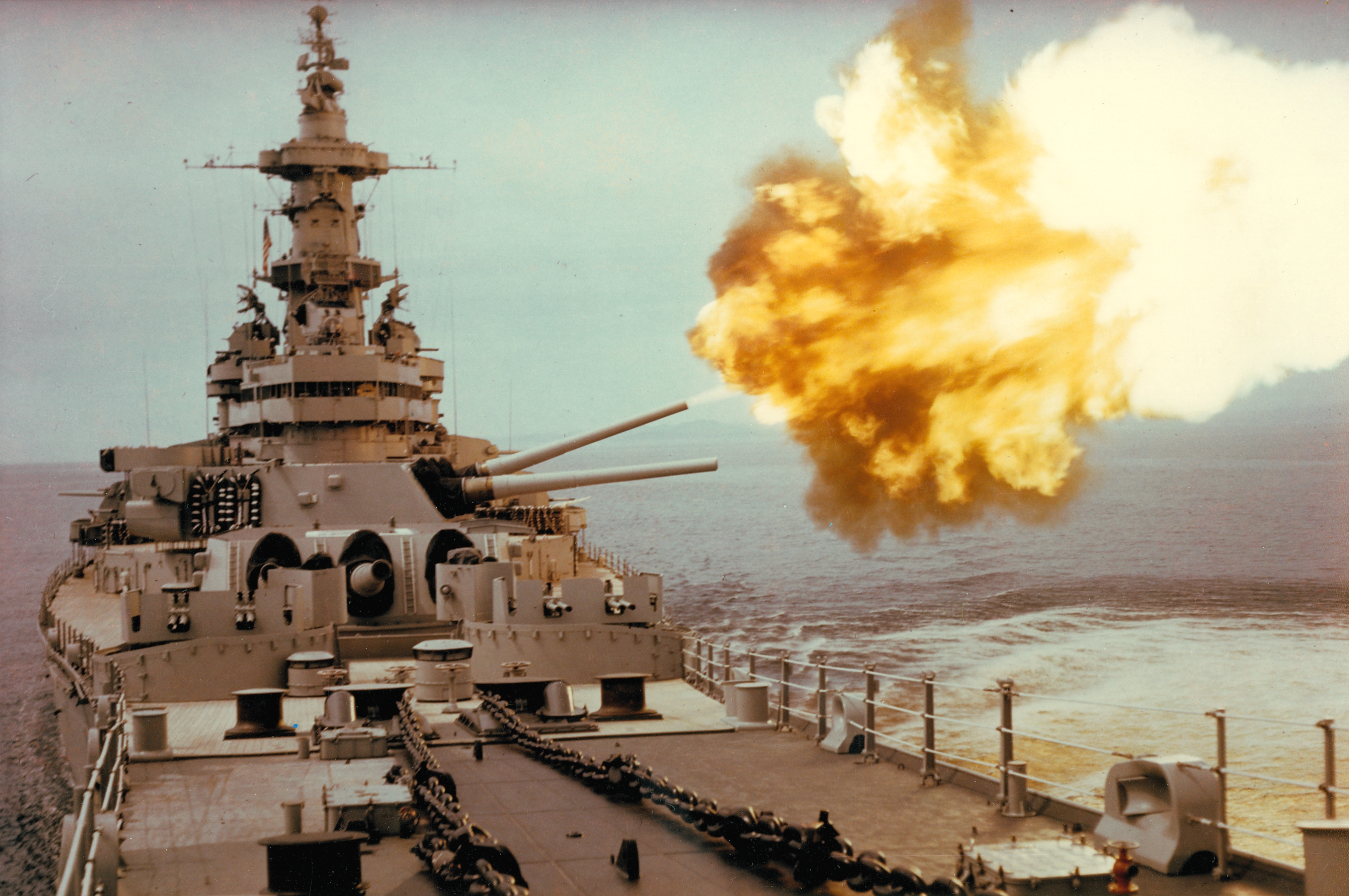
USS Iowa disparant els seus canons de 406 mm contra posicions nord-coreanes el 1952.

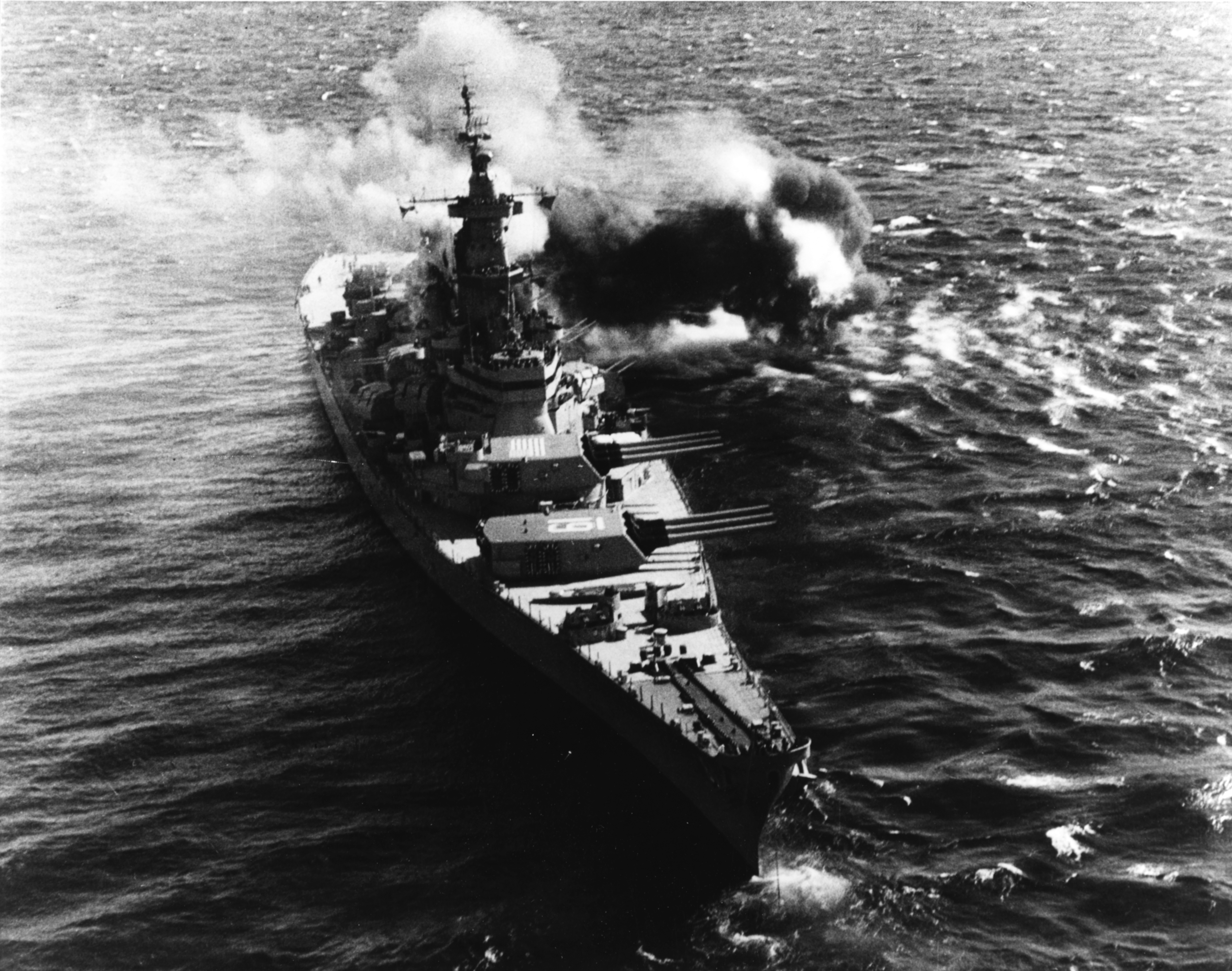
El USS Iowa disparant els seus canons de 406 mm contra posicions nord-coreanes el 1952.

Quan els Estats Units es van veure embolicats en la Guerra de Corea Liderant l'expansió a la flota activa, l'Iowa va ser posat en actiu el 25 d'agost de 1951. Opero a la costa oest fins a març de 1952, Quan va partir cap a llunyà orient. L'1 d'abril de 1952, l'Iowa va ser designat com a vaixell insígnia del Vicealmirall Robert P. Briscoe, comandant de la setena flota, i va partir de Yokosuka, Japó, per donar suport a les tropes de les Nacions Unides a Corea. L'Iowa es va veure embolicat en operacions de combat a la costa est de Corea. La missió principal, va consistir en bombardejos a les posicions en terra enemigues en Ch'ŏngjin, Hungnam, i Kojo. Durant aquest període, el comandant de la setena flota, va ser rellevat pel vicealmirall Joseph J. Clark, El nou comandant, va continuar usant l'Iowa com el seu vaixell insígnia fins al 17 d'octubre de 1952. L'Iowa va partir de Yokosuka, Japó, el 19 d'octubre de 1952 per realitzar missions d'entrenament al mar Carib.

## 1953-1958
L'Iowa partir per a un creuer d'entrenament de guardiamarinas a Lisboa i Cherbourg. Durant aquest viatge, l' Iowa se li van unir els altres tres cuirassats de la classe, USS New Jersey, USS Wisconsin, i USS Missouri, l'única vegada que els quatre vaixells, van navegar junts. El juliol de 1953, i va prendre part en l'Operació "Mariner", unes maniobres de l'OTAN en la qual va servir de vaixell insígnia del Vicealmirall Edmund T. Wooldridge, comandant de la Segona flota.
Des de gener a abril de 1955, el Iowa va realitzar un extens creuer pel mar Mediterrani com el primer cuirassat regularment assignat per comandar la sisena flota. El Iowa va partir en un creuer d'entrenament de guardiamarinas l'1 de juny de 1955 després de la qual cosa, va retornar a Norfolk, Virginia. Després actualitzacions i tornar a passar per la sisena flota a la Mediterrània, va tornar a fer un creuer d'instrucció de guardiamarines d'Amèrica de sud, després d'això, va participar en la revista naval internacionals de Hampton Roads, Virgínia, el 13 de juny de 1957.
El 3 de setembre de 1957, el Iowa va navegar fins a Escòcia per a l'Operació "Strikeback" de l'OTAN. L'Iowa retornar a Norfolk el 28 de setembre de 1957 i va partir per Hampton Roads a les drassanes Philadelphia Naval Shipyard el 22 d'octubre de 1957. Va ser donat de baixa el 24 de febrer de 1958, i assignat a la flota de reserva de l'Atlàntic a Filadèlfia.

## 1985-1988
Després d'un quart de segle a la reserva, l'Iowa va ser modernitzat en les drassanes Avondale Shipyards prop de Nova Orleans, Louisiana com a part del programa del president Ronald Reagan "600 vaixells de guerra" i donat d'alta el 28 d'abril de 1984. Els seus bessons New Jersey, Missouri, i Wisconsin patir modernitzacions similars i van ser també reactivats en aquesta època. L'Iowa estar en aigües europees el 1985, 1986, 1987 i 1988, continuant l'última travessia continuant en l'Oceà Índic i mar d'Aràbia. Durant aquesta travessia, l'Iowa va participar en l'operació Earnest Will, escortant vaixells de càrrega de gas i de petroliers de Kuwait sota bandera dels Estats Units com si fossin mercants nord-americans a través de l'estret d'Ormuz. Durant els anys 80, l'Armada dels Estats Units va proposar crear un port base a Stapleton, a New York, perquè fos la base de l'Iowa i altres vaixells, però el projecte va ser cancel·lat abans de la seva finalització.

## Explosió de la torreta de 1989

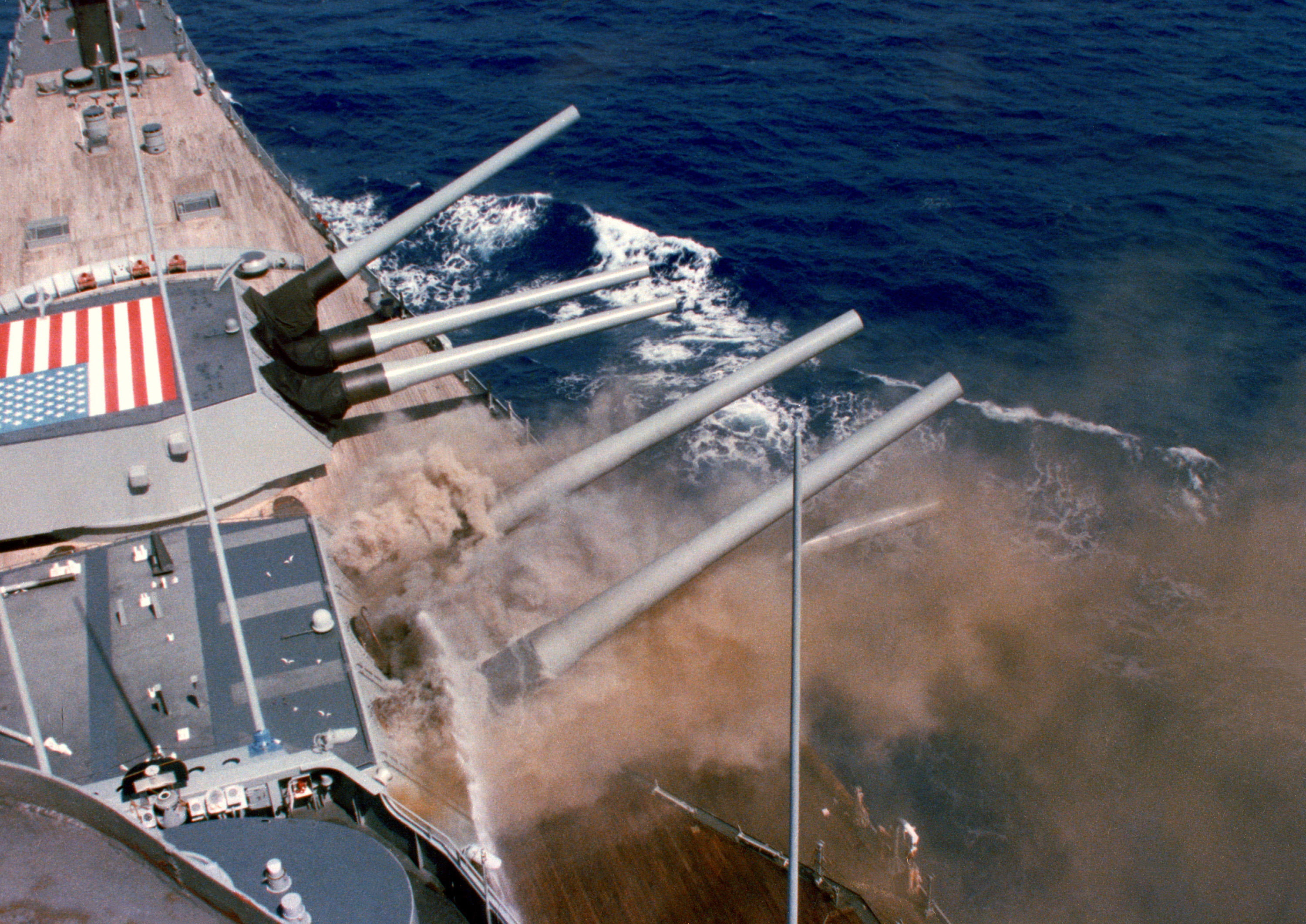
després de l'explosió del 19 d'abril de 1989

El 19 d'abril de 1989, va tenir lloc una explosió a la torreta número dos del 406 mm que va matar 47 membres de la tripulació. La ràpida actuació del mariner John Mullahy, va evitar un dany catastròfic per al vaixell. Els primers investigadors, teoritzar amb la possibilitat que un dels morts en l'explosió, Clayton Hartwig, havia provocat l'explosió per suïcidar-se al·legant un affair homosexual amb un altre mariner. Aquesta teoria, va ser abandonada posteriorment Hartwig va resultar exculpat. La causa de l'explosió, mai va ser totalment aclarida, encara que es creu, que va poder ser a causa de l'electricitat estàtica, que va poder fer entrar en ignició la pólvora.
Les proves realitzades al Centre Naval de Guerra de Superfície (Naval Surface Warfare Center) a Dahlgren, Virginia amb pólvora en la mateixa proporció podia reproduir la combustió espontània de la pólvora, que havia estat molta en els anys 30 i emmagatzemada originalment durant l'estada l'Iowa en el dic sec 1988 en una llanxa a remolc en Yorktown, Virginia. La pólvora emet èter mentre es degrada, l'èter és altament inflamable, i es pot incendiar amb una espurna. L'Armada, va canviar els procediments de manipulació de la pólvora després de la investigació. El Iowa va ser desplegat a Europa i al mar Mediterrani a mitjan any amb la torreta número dos sense reparar.

## 1990-2001
El Iowa va ser donat de baixa per última vegada a Norfolk el 26 d'octubre de 1990. El 1999 l'Iowa va reemplaçar al  New Jersey en el registre de vaixells com a part de l'acta d'autorització de defensa. El New Jersey havia estat seleccionat inicialment com un dels dos cuirassats que havien de romandre a la reserva. En convertir en un vaixell museu, l'Iowa, va romandre en la reserva naval
Com a part de la flota de reserva, l'Iowa, va ser atracat al costat del portaavions USS Forrestal al centre d'entrenament i educació naval a Newport. Va romandre allí des del 24 de setembre de 1998 al 8 de març de 2001, quan el vaixell va ser remolcat a Califòrnia. Va arribar a la badia de Suisun prop de San Francisco el 21 d'abril de 2001 on forma part de la flota de reserva.

## Vaixell Museu (2001-present)

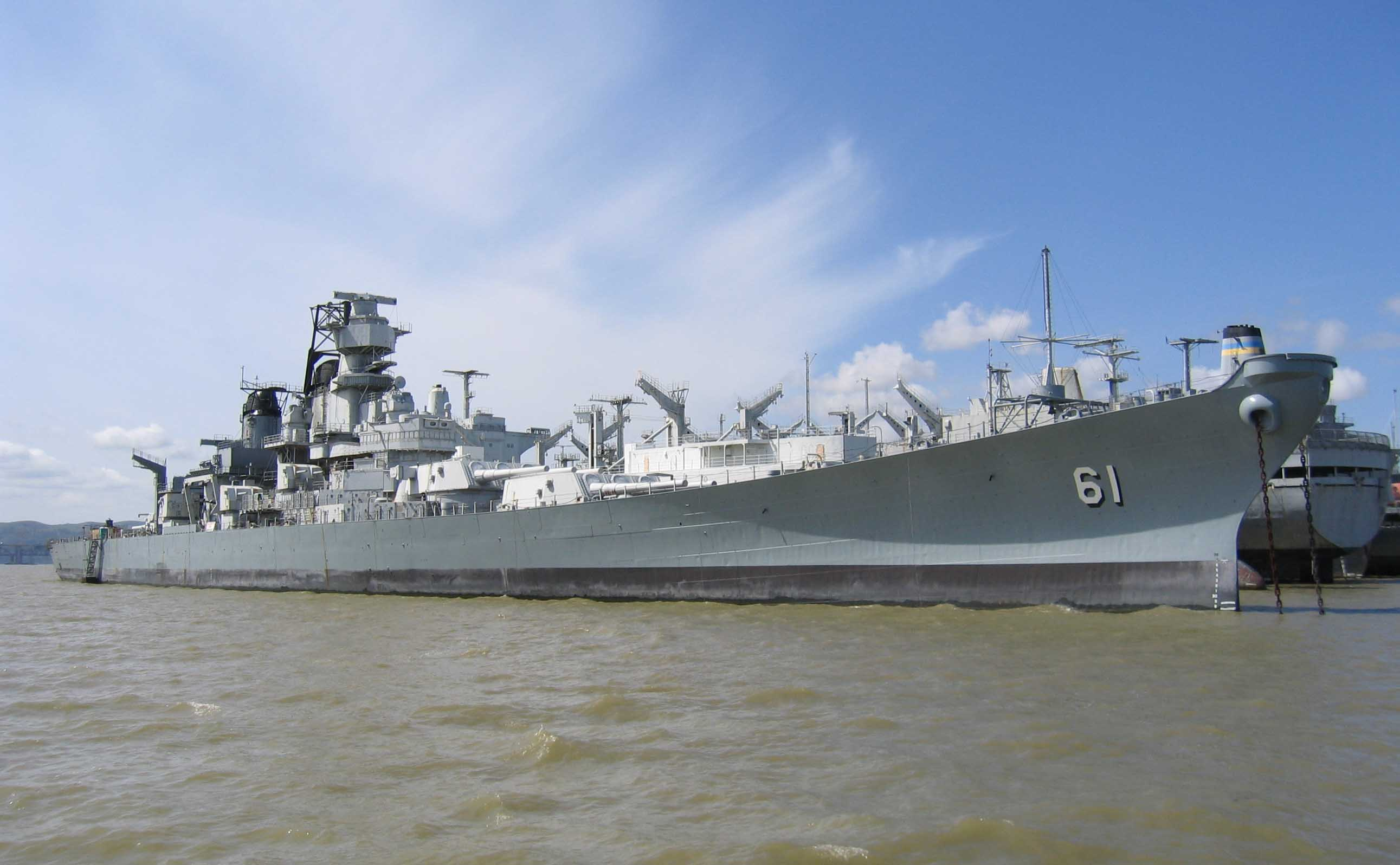
El USS Iowa, a Suisun Bay com a part de la flota de reserva.

La ciutat de San Francisco, va rebutjar per 8 vots contra 3 la possibilitat de tenir el cuirassat com a vaixell museu per estar en contra de la Guerra d'Iraq i contra les polítiques contra els homosexuals de l'Armada.
Les ciutats de Vallejo i Stockton competeixen pel vaixell. L'organització Historic Ships Memorial at Pacific Square (HSMPS) va iniciar les gestions per posar-lo a San Francisco, treballa amb Mare Island i Vallejo. Les dues comunitats han identificat els punts d'atracada on localitzar el cuirassat i han sotmès ofertes al Departament de l'Armada per obrir el vaixell als turistes i els grups educatius com un monument i museu.
El 2006 es va aprovar el treure els Iowa i  Wisconsin del registre naval, preparant amb això el camí per donar el vaixell com a museu.
El 2007 El congrés va sol·licitar que es prenguessin les mesures per assegurar-se que, en cas de necessitat, els cuirassats Iowa i Wisconsin poguessin tornar al servei actiu:
- Els Iowa i Wisconsin no podran ser alterats de cap manera que deteriorés la seva utilitat militar.
- Els cuirassats s'han de preservar en les seves condicions actuals amb l'ús continuat de la protecció catòdica, els sistemes de la deshumidificació i de qualsevol altre mètode de preservació segons sigui necessari.
- Les parts de recanvi i l'equip únic tal com els tubs i els projectils dels canons de calibre 406 mm es preservin en nombres adequats per mantenir els Iowa i Wisconsin, si aquests són reactivats.
- L'Armada americana ha de preparar els plans per a la reactivació ràpida dels Iowa i Wisconsin per si es tornessin a l'Armada en el cas d'una emergència nacional.

## Recompenses
El Iowa va rebre nou estrelles de combat pels seus serveis durant la Segona Guerra Mundial i dues pels seus serveis durant la guerra de Corea. A més ha guanyat les següents distincions:
| Elogi d'Unitat Naval Meritòria · Cinta 'E' de la Marina amb 3 insígnies de batalla |                                          |                                                  |
| Medalla de la Campanya Americana                                                   | Medalla de la Campanya Asiàtica-Pacífica | Medalla de la Victòria a la II Guerra Mundial    |
| Medalla de l'Exèrcit del Servei d'Ocupació                                         | Medalla del Servei a la Defensa Nacional | Medalla de Servei a Corea                        |
| Medalla Expedicionària de les Forces Armades                                       | Galó del Desplegament de Servei al Mar   | Citació presidencial d'unitat                    |
| Citació Presidencial Coreana d'Unitat                                              | Medalla de l'Alliberament                | Medalla de les Nacions Unides pel Servei a Corea |

| Elogi d'Unitat Naval Meritòria · Cinta "E" de la Marina amb 3 Insígnia E de batalla |                                                                    |                                                      |
| Medalla de la Campanya Americana                                                    | Medalla de la Campanya Asiàtica-Pacífica amb 9 estrelles de servei | Medalla de la Victòria a la II Guerra Mundial        |
| Medalla de l'Armada del Servei d'Ocupació                                           | Medalla del Servei a la Defensa Nacional amb 1 estrella de servei  | Medalla del Servei a Corea amb 2 estrelles de servei |
| Medalla Expedicionària de les Forces Armades                                        | Galó del Desplegament de Servei al Mar                             | Citació Presidencial Filipina d'Unitat               |
| Citació Presidencial Coreana d'Unitat                                               | Medalla de l'Alliberament de les Filipines                         | Medalla de les Nacions Unides pel Servei a Corea     |